# Folk punk
Il folk punk, noto inizialmente anche come rogue folk, è un genere musicale che fonde punk rock e folk. Pionieri del genere sono gli irlandesi The Pogues, nella prima metà degli anni ottanta. Il folk punk, dopo aver ricevuto una certa visibilità nel mainstream proprio con i primi album dei Pogues, ha raggiunto un discreto commerciale, in particolare grazie al sottogenere celtic punk e a gruppi come Dropkick Murphys e Flogging Molly.
Diversamente dagli artisti celtic rock e folk rock, raramente gli artisti folk punk includono canzoni tradizionali nel repertorio, composto in maggioranza di tracce di propria scrittura. La maggior parte degli artisti di questo stile, inoltre, utilizza spesso strumenti folk come mandolino, accordion, banjo e violino. Tuttavia alcuni gruppi, in particolare gypsy punk, fanno largo uso di canzoni popolari e musica gitana.

## Storia
Il primo gruppo a sperimentare il genere fu i The Pogues, formatisi nel 1982, la cui unione di canzoni proprie e cover di canzoni popolari, suonate con spirito punk, guadagnò loro album nella top 10 inglese, un singolo, Fairytale of New York, al numero 2 e un buon numero di hit in Irlanda. Lo stile dei Pogues venne imitato da un gran numero di band negli anni ottanta, portando alla nascita dell'anti-folk, suonato da artisti inglesi e statunitensi, e del celtic punk, suonato da gruppi scozzesi e irlandesi.

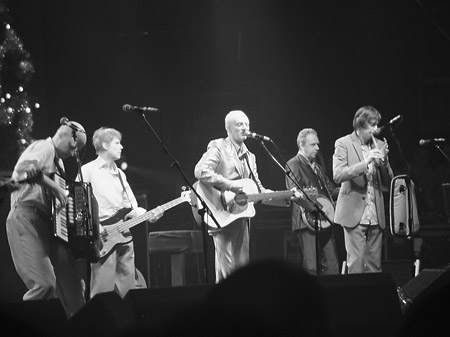
I The Pogues dal vivo a Brixton nel 2004

Altri due complessi importanti per lo sviluppo del folk punk furono i The Men They Couldn't Hang e gli Oysterband. Questi ultimi cambiarono il proprio stile nel corso degli anni, passando da semplice musica popolare ad un suono rock più duro e veloce attorno al 1986. I Levellers, fondati nel 1988, utilizzarono raramente canzoni popolari, ma facevano largo uso di strumenti acustici. Nonostante l'indubbia importanza di questi complessi, l'artista più noto del folk punk inglese è indubbiamente il cantautore Billy Bragg, che piazzò una serie di hit in classifica durante gli anni ottanta. Un gruppo che invece non è completamente ascrivibile all'interno del folk punk, ma fa invece parte del più vasto rogue folk, sono gli Edward II, che unirono il folk inglese al reggae.
Recentemente il folk punk ha conosciuto un forte revival negli Stati Uniti, grazie a complessi come Against Me!, Defiance, Ohio, Ghost Mice, Mischief Brew, Andrew Jackson Jihad e This Bike Is a Pipe Bomb.

## Sottogeneri

### Celtic punk
Lo stile dei Pogues influenzò successivamente molte band celtic punk, tra cui gli scozzesi Nyah Fearties e gli australiani Roaring Jack. Questo sottogenere è particolarmente popolare in USA e Canada, dove sono presenti grandi comunità che discendono dagli immigrati irlandesi e scozzesi. Alcuni tra i gruppi fondamentali di questo sottogenere sono Flogging Molly, The Tossers, Dropkick Murphys, The Young Dubliners, Black 47, The Killdares, Jackdaw, Seven Nations e Flatfoot 56 neglu USA, e The Real McKenzies e The Mahones in Canada. Gruppi celtic punk sono presenti anche in altri paesi, come in Australia, dove sono attivi i Roaring Jack, e Repubblica Ceca, patria dei Pipes and Pints. Questi gruppi sono stati influenzati dalla musica americana, e spesso contengono membri senza origini celtiche che cantano in inglese.

### Anti-folk
L'anti-folk è un genere di musica che mischia il punk rock al folk americano, sviluppato durante la metà degli anni ottanta sia in Inghilterra sia negli USA.
Regina Spektor e Ani DiFranco sono considerate tra le artiste più influenti in questo genere e sono soprattutto responsabili della popolarità del genere, dal momento che molti dei loro album hanno ricevuto importanti piazzamenti nella Billboard 200.

### Gypsy punk
Il gypsy punk (noto anche come immigrant punk) è un sottogenere del punk rock che fonde le sonorità gypsy (zingare), nate e sviluppatesi nell'Europa dell'est nel XVIII secolo, con quelle del punk rock.
Le band gypsy punk spesso combinano i ritmi e le strumentazioni tipiche del rock, con strumenti tipici delle culture dell'est Europa come fisarmonica, fiddle, tromba e sassofono. Spesso questo genere può essere cantato in diverse lingue. I maggiori esponenti del genere sono i Gogol Bordello (che peraltro per primi hanno iniziato ad utilizzare il termine in riferimento al proprio stile musicale).